# 以色列航空1862號班機空難
以色列航空1862號班機空難（El Al LY1862）是一架由以色列航空所操作、機身編號4X-AXG的波音747-258F型貨機所發生的空難。1992年10月4日時該航班由美國紐約前往以色列特拉維夫，並在中途停靠荷蘭阿姆斯特丹，卻在自荷蘭史基浦機場在起飛後不久墜毀於阿姆斯特丹郊外拜尔默梅尔（Bijlmermeer）的一個住宅區，導致機上4人及地面39人，總計43人死亡，多人受傷。除此之外，機上載有美軍送往以色列的軍事化學物品——190公升的甲基膦酸二甲酯，以及做為飛機機身配重塊之用、具微弱放射性的400公斤貧鈾，造成嚴重環境汙染，以及救護人員與當地居民出現身體不適，官方堅稱機上只搭載「香水、水果」，歷經六年，於1998年，BBC報導，以色列國營航空公司以色列航空承認，其飛機上載有一種用於生產神經毒氣沙林的化學物質甲基膦酸二甲酯。 但以色列電台引述以色列總理本雅明內塔尼亞胡辦公室的聲明稱，「這種材料無毒，原本是用來測試防化學武器過濾器的」。 以色列電台報導：“以色列政府和航空當局承認貨物中含有190公升化學物質二甲基膦酸酯，但他們堅稱這種物質無毒，並已根據國際規定將其明確列在貨物清單上。” 特派記者本·布朗：“沙林是人類製造的最致命的物質之一” 荷蘭媒體引述飛機的貨運文件稱，這架飛機載有這種化學物質，準備從美國工廠運往特拉維夫附近的耐斯茨奧納生物研究所。

## 經過

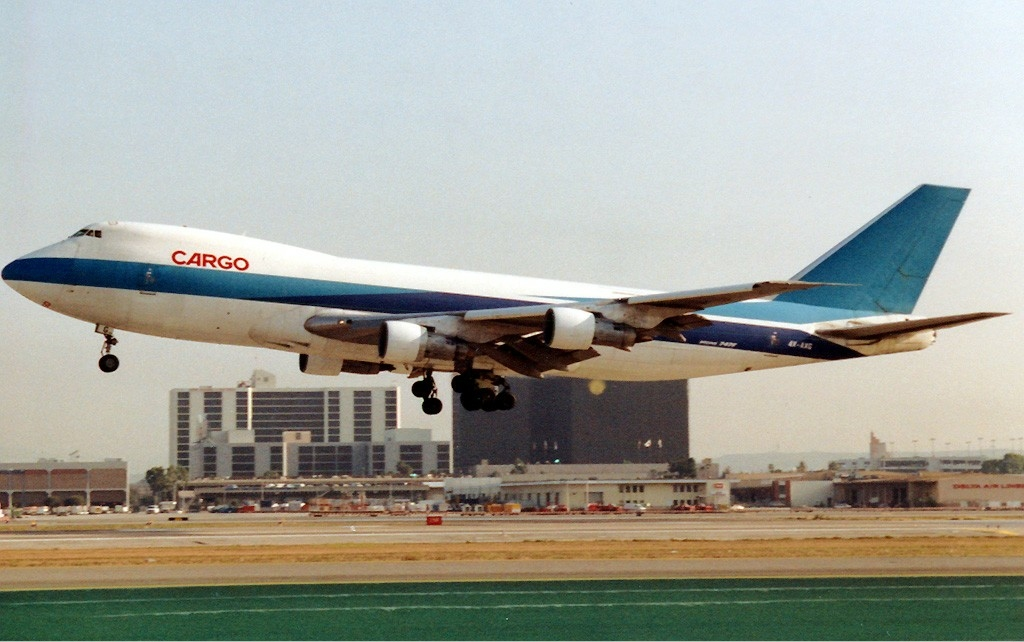
失事的以色列航空波音747，攝於1992年8月

當天下午14時31分（荷蘭時間，UTC+1，下同），機身編號4X-AXG，搭载普惠JT9D-7J引擎之波音747-258F貨機從紐約抵達史基普機場，並將於同日再起程返回特拉維夫。起飛前，飛機於機場作例行檢查及維修，包括機上三個問題。
當飛機重新裝貨後，便準備起程返國。當時，機上除了機長Yitzhak Fuchs、副機師Arnon Ohad及飛航工程師Gedalya Sofer外，亦有一位乘客Anat Solomon，他是以色列航空的非值勤機員，乘搭順風機返回以色列。
1862號班機原定於當地時間下午17時30分起飛，但最後於傍晚18時20分才離開。18時22分，1862號班機於01左跑道升空後隨即向右轉，並依測距儀往東南方向飛往以色列。18時27分，當飛機飛至6,500呎高空時，在阿姆斯特丹市郊的Gooimeer湖的上空時，機上的三號引擎突然脫落，並損壞了右邊機翼前緣及令隔鄰的四號引擎也受波及並一同脫落，兩具引擎從空中掉落。機長立即發出求救訊號，並向史基普機場塔台要求返航。晚上18時28分，機長報告：「以航1862號班機，失去了3號及4號引擎。重覆，失去了3號及4號引擎。」

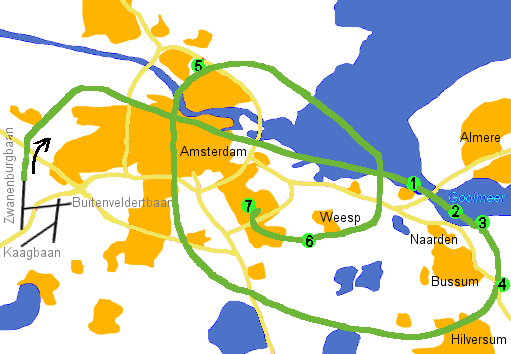
出事班機飛行路線（綠色線）以及時序：
1. 三號與四號發動機自機翼脫離
2. 三號與四號發動機墜落
3. 機長第一次宣告緊急狀況
4. 機長報告發動機起火
5. 機長報告機翼出現問題
6. 飛機失去控制
7. 墜毀

當時，機場塔台並不知道機員所指的「失去引擎」的意思，以為是3號及4號引擎失去了動力；事實上，當時的機組員也一樣不知道當時的狀況，他們也一樣以為3號及4號引擎故障。直至飛機失事前，塔台人員都不知道原來失事飛機有兩具引擎脫落。
晚上，航空交通管制指示貨機可於機場06跑道（跑道名稱為Kaagbaan）降落，但機長要求於27跑道（名為Buitenveldertbaan跑道）作緊急降落。可是，受損的貨機因右邊機翼嚴重受損開始失控，飛機失去液壓操作。在飛機接近機場時失控右轉後再無法飛往機場，飛機開始不受控盤旋。最後，當地時間18時35分，飛機以近乎90度角傾側姿態，撞向機場以東約14公里處的庇基莫米爾一處住宅區內其中一幢十一層高的長型大樓公寓並爆炸起火。飛機墜毀於大樓中間，將大樓完全分成兩半。

## 原因
在過度負重的波音747發動機或發動機吊架上，連接發動機短艙及機翼的保險引腳設計可使發動機一旦脫落也不會損壞飛機機翼或機翼油箱。飛機一般都旨在在發生引擎故障時保持適航，使飛機可以安全降落。如果損壞右翼或左翼燃料可以帶來災難性的後果。然而，荷蘭航空安全局發現，保險引腳沒有損壞，而是因金屬疲勞導致保險栓脫落。
原本飛機的引擎全開，所以飛機還保持速度。但後来，脱落的三号引擎在撞击四号引擎时亦扯壞了右側機翼襟翼的液壓系統，使右側機翼的襟翼反應不靈。所以，當飛機準備迫降時，機長打開了襟翼，并且拉起了机鼻。此时，左侧机翼因为液壓系統正常而打開襟翼，使升力加大，导致相对抬高；而右侧机翼的襟翼因沒有液壓，無法打開，令右翼下沉。因此飛機向右劇烈側滾，且飞行员并没有加速，导致飞机失速。飞机立刻失控，撞上了阿姆斯特丹的一座公寓失事。调查时，飞行专家分析，如果飞机没有在阿姆斯特丹公寓坠毁，也必定会在尝试迫降时坠毁，因为，降落时总要减速，而只要一减速，就会劇烈側滾導致墜機；若要保持飛機穩定，必須要保持速度，那麼他們就要冒險不打開襟翼，以時速每小時500多公里降落（接近正常狀況兩倍的速度），飛機一樣難以幸免於難。

此次事故和在台湾发生的中华航空358号班机空难坠毁原因一致，然而波音并没有修复这个问题间接导致了此次事件的发生。

## 紀念
在失事現場被撞損的住宅大樓拆除後，原地闢建為公園。公園內一棵倖免於難的樹旁邊設有荷蘭建築師赫尔曼·海茨贝赫尔（Herman Hertzberger）設計的紀念碑。

## 影视作品
- 《灾难航班》荷兰语：Rampvlucht,2022年播出

## 外部連結
- Aviation-Safety事故描述（页面存档备份，存于）
- Corrosion Doctors' entry on El Al Flight 1862（页面存档备份，存于）
- 出事現場照片(來自AirDisaster.com)
- Google Maps view of site
- 墜毀前的4X-AXG(Airliners.net)（页面存档备份，存于）
- World: Europe Israel says El Al crash chemical 'non-toxic'(BBC)（页面存档备份，存于）